# Gustav Andreas Tammann
Gustav Andreas Tammann (Gottinga, 24 luglio 1932 – Basilea, 6 gennaio 2019) è stato un astronomo tedesco.
È stato il direttore dell'Istituto Astronomico dell'Università di Basilea, Svizzera, membro del Space Telescope Advisory Team dell'Agenzia Spaziale Europea e membro del Consiglio dell'Osservatorio Europeo Australe. Il suo campo di ricerca include le supernovae e la scala delle distanze intergalattiche. È stato presidente della Commissione Galassie dell'Unione Astronomica Internazionale. Tammann era nipote del fisico e chimico Gustav Tammann.

## Riconoscimenti
Nel 2000 ha ricevuto la medaglia Albert Einstein per gli "ottimi risultati scientifici, opere o pubblicazioni legate a Albert Einstein"; ha inoltre ricevuto il Tomalla Prize per il suo impegno nella misurazione della velocità di espansione dell'universo e per il suo lavoro pionieristico nell'utilizzo delle supernovae come candele standard. Nel 2005 ha ricevuto la Karl Schwarzschild Medal, massimo riconoscimento dell'astronomia tedesca.
L'asteroide 18872 Tammann porta il suo nome.